# Championnat de Moldavie de football 2023-2024
Navigation
Saison précédente Saison suivante
Le championnat de Moldavie de football 2023-2024 est la 33e édition de ce championnat. Pour cette saison, huit clubs évoluent dans la Divizia Națională et rencontrent quatre fois chacun leurs adversaires. Champion pour la 21e fois de son histoire à l'issue de la saison 2022-2023, le FC Sheriff Tiraspol remet son titre en jeu.

## Participants
| Club                 | Localisation | Stade                      | Capacité      |
| -------------------- | ------------ | -------------------------- | ------------- |
| FC Florești          | Florești     | Bălți Stadium              | 5 200 places  |
| FC Milsami Orhei     | Orhei        | Complexul Sportiv Raional  | 3 000 places  |
| CS Petrocub Hîncești | Hîncești     | Stadionul Municipal        | 1 200 places  |
| Spartanii Selemet    | Suruceni     | Stade Suruceni             | 350 places    |
| FC Sheriff Tiraspol  | Tiraspol     | Bolshaya Sportivnaya Arena | 12 726 places |
| Dacia Buiucani       | Florești     | Suruceni Stadium           | 1 500 places  |
| FC Bălți             | Bălți        | Stadionul Orășenesc        | 5 000 places  |
| FC Zimbru Chișinău   | Chișinău     | Stade Zimbru               | 10 400 places |

## Compétition

### Phase I

#### Classement
Le classement est établi sur le barème de points classique, une victoire valant trois points, tandis qu'un match nul n'en rapporte qu'un seul et une défaite aucun.
Pour départager les égalités de points, les critères suivants sont appliqués dans l'ordre :
1. Match d'appui si le titre est en jeu ;
2. Résultats en confrontations directes (points, différence de buts, buts marqués à l'extérieur puis buts marqués) ;
3. Nombre de matchs gagnés ;
4. Différence de buts générale ;
5. Nombre de buts marqués ;
6. Le moins de cartons rouges ;
7. Le moins de cartons jaunes.

Les clubs se rencontrent en match aller et retour soit un total de 14 matchs.